# Nossa Senhora de Fátima (Entroncamento)
Nossa Senhora de Fátima ist eine Gemeinde (Freguesia) im portugiesischen Kreis Entroncamento. In ihr leben 12.849 Einwohner (Stand 19. April 2021).